# Valles Pasiegos
Die Comarca Valles Pasiegos ist eine der 10 Comarcas in der autonomen Gemeinschaft Kantabrien. Sie wurde, wie alle Comarcas in der Autonomen Gemeinschaft Kantabrien, mit Wirkung zum 28. April 1999 eingerichtet.
Die Comarca umfasst 13 Gemeinden auf einer Fläche von 599,00 km² mit dem Hauptort Santa María de Cayón.

## Gemeinden
| Gemeinde                | Einwohner (2024) | Fläche km² | Dichte Einw./km² | Cod INE | Postleitzahl               |
| ----------------------- | ---------------- | ---------- | ---------------- | ------- | -------------------------- |
| Castañeda               | 3.252            | 19,19      | 169              | 39019   | 39660                      |
| Corvera de Toranzo      | 2.139            | 49,48      | 43               | 39026   | 39699                      |
| Luena                   | 608              | 90,54      | 7                | 39039   | 39681, 39682, 39687, 39688 |
| Puente Viesgo           | 2.881            | 36,14      | 80               | 39056   | 39670                      |
| San Pedro del Romeral   | 432              | 57,44      | 8                | 39071   | 39686                      |
| San Roque de Riomiera   | 342              | 35,70      | 10               | 39072   | 39728                      |
| Santa María de Cayón    | 9.367            | 48,23      | 194              | 39074   | 39330                      |
| Santiurde de Toranzo    | 1.739            | 36,82      | 47               | 39078   | 39698                      |
| Saro                    | 508              | 17,82      | 29               | 39081   | 39639                      |
| Selaya                  | 1.846            | 39,29      | 47               | 39082   | 39696                      |
| Vega de Pas             | 768              | 87,53      | 9                | 39097   | 39685                      |
| Villacarriedo           | 1.685            | 50,74      | 33               | 39098   | 39640                      |
| Villafufre              | 1.020            | 30,08      | 34               | 39100   | 39638                      |
| Comarca Valles Pasiegos | 26.587           | 599,00     | 44               | –       | –                          |